# شهرستان کوک (تگزاس)
شهرستان کوک، تگزاس (به انگلیسی: Cooke County, Texas) یک سکونتگاه مسکونی در ایالات متحده آمریکا است که در تگزاس واقع شده‌است.

## خصوصیات
شهرستان کوک ۲٬۳۲۵٫۸۲ کیلومترمربع مساحت دارد.